# تركيز المادة الموافق للتثبيط النصفي
هو مقياس لوصف فعالية مادة ما في كبح أو تثبيط وظيفة حيوية معينة. ويشير هذا المقياس الكمي إلى كمية مادة دوائية معينة ، أو أية مادة كابحة في التأثير على عملية حيوية أو على جزئ حيوي مثل إنزيم أو الخلايا أو الكائنات الدقيقة وتغييرها إلى النصف.وغالبا ما يتم التعبير عن هذه  القيم بشكل عام بالنركيز المولي M.

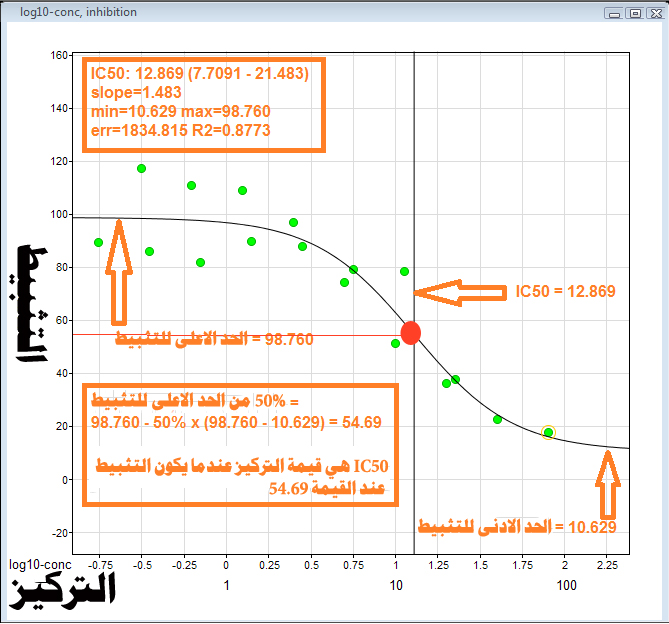
تمثيل بياني للنتائج التجريبية القائمة على تغيير تركيز المادة المثبطة، وتحديد الحد الأعلى والأدنى لتثبيط الانزيم أو التفاعل

ويستخدم هذا التركيز عادة في وصف قدرة الأدوية المضادة في الأبحاث الفارماكولوجية والدوائية .ووفقا لمنظمة الغذاء والدواء العالمية فإن قيمة IC50  تمثل تركيز الدواء اللازم لكبح 50% من التفاعلات ضمن الانابيب، وهذه القيمة ممكن مقارنتها بقيمة الفعالية النصفية EC50 لمادة دوائية مثبطة. كما أن قيمة الفعالية النصفية  EC50 تمثل تركيز المصل أو البلازما اللازمة من أجل الحصول 50% من التأثير في الخلاياالحية .
كيف يتم تحديد قيمة IC50 من أجل مادة دوائية:
اختبار التثبيط الوظيفي
يتم تحديد قيمة التثبيط النصفي من خلال التمثيل البياني لعلاقة الجرعة بالاستجابة Dose-response relationship  واختبار تأثير سلسلة من التراكيز المختلفة من المادة المضادة على فعالية المستقبل. ‘ن قيم التثبيط النصفي IC50  يمكن استنتاجها وحسابها لمادة مثبطة من خلال تحديد التركيز اللازم لتثبيط نصف الاستجابة الكلية للمستقبل.من الممكن استخدام قيم التثبيط النصفي  لمقارنة فعالية مركبين مثبطين. وهذه الفيم عادة تتوقف على شروط الوسط التي تم القياس عندها.. وبشكل عام فكلما كان تركيز المثبط أعلى ، فإن فعالية المستقبل أو الانزيم ستكون اقل. إن قيمة تراكيز التثبيط النصفي لمادة دوائية مثبطة تزداد بازدياد تراكيز المستقبل. بل أبعد من دلك ، بحسب نوع تفاغل التثبيط، فإن هناك عوامل آخر ممكن ان تؤثر على قيمة تركيز التثبيط النصفي. فمثلا الانزيمات المعتمدة على جزئ الطاقة الادينوزين ثلاثي الفوسفات ATP  يتوقف التفاعل على هذه الجزيئات ، وخاصة إذا ما كان التثبيط تنافسي مع جزيئات أخرى.
اختبار الارتباط التنافسي
في هذا النمط من الاختبارات ، يستخدم تركيز ثابت من مستقبل موسوم بمادة مشعة، في عدة انابييب اختبار. بحيث يكون تركيز المستقبل منخفص، وأدنى من قيمة ثابت التفكك والتحرر. ان مستوى الارتباط النوعي للمستقبل المشع يتم تحديده باضافة  سلسلة من تراكيز المركب المنافس غير المشع.( وغالبا ما يكون المادة المرتبطة) وذلك لقياس الفعالية التي يتم التنافس عندها من أجل الارتباط بالمستقبل المشع. وممكن ربط منحنيات التنافس بالكومبيوتر بوظيفة معينة كما في الشكل دناه
في هذه الحالة  فان تركيز التثبيط النصفي هو تركيز المتربطة المنافسة والتي تحل محل 50% من الارتباطات النوغية مع المستقبل المشع. وفي هذه الحالة يتم تحويل قيمة التثبيط النصفي إلى الفيمة المطلفة لثابت التثبيط Ki وذلك بتطبيق معادلة شنغ-برسوف.